# Kussengevecht

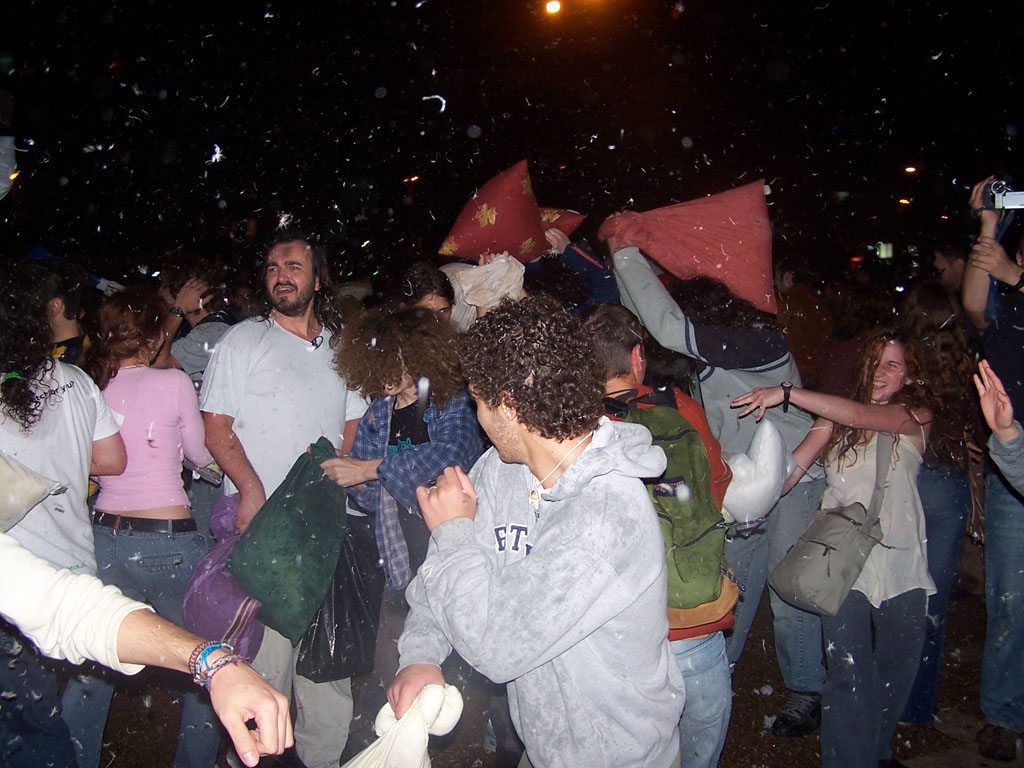
Een kussengevecht

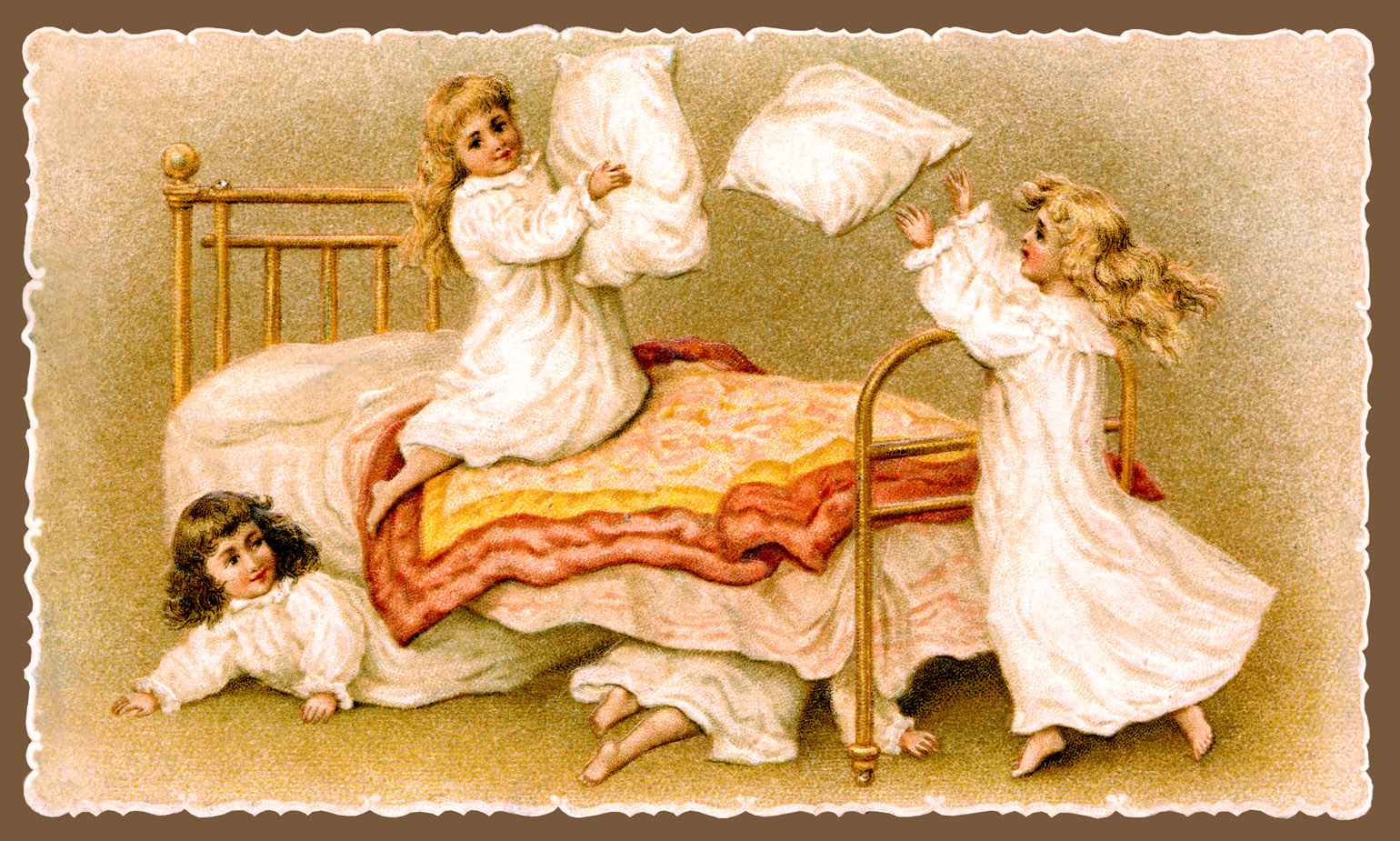
Kussengevecht, Oostenrijkse kaart uit 1901

Een kussengevecht is een speelse manier van stoeien met hoofdkussens. Vooral kleine kinderen doen hieraan. Een groot kussen kan al snel een kind omverwerpen. Daarom worden de gevechten ook meestal uitgevochten op bed, zodat bij een eventuele val de landing zacht is.

## Internationale Pillow Fight Day
Op 4 april 2005 vestigden studenten in Groningen een wereldrecord kussengevecht door met 2997 mensen drie minuten lang te vechten op de Grote Markt.
Op 3 april 2010 werd de Internationale Pillow Fight Day op de Dam in Amsterdam gevierd. Ongeveer zeventig mensen namen aan het kussengevecht deel. Wereldwijd vond een kussengevecht in 152 steden plaats, inclusief Brussel (Place de la Monnaie), Groningen, Maastricht, Rotterdam (Schouwburgplein) en Utrecht. In 2008 deden 26 steden mee.
Na het kussengevecht, dat ongeveer anderhalf uur duurt, worden bezems en vuilniszakken uitgedeeld zodat de deelnemers zelf de meeste rommel kunnen opruimen.

### Steden
De Internationale Dag van het Kussengevecht is altijd op de eerste zaterdag van april. Het wordt in 2012 in ongeveer 120 steden gehouden, onder meer in Den Haag, Amsterdam en Brussel, maar ook in Barcelona, Bazel, Berlijn, Bern, Buenos Aires, Dubai, Florence, Hamburg, Hong Kong, Istanbul, Keulen, Londen, Los Angeles, Madrid, Milaan, Orlando, Parijs, Rome, Salzburg, San Francisco, Stockholm, Toulouse en Zurich.